# The Spaghetti Incident?
The Spaghetti Incident? – album amerykańskiego zespołu rockowego Guns N’ Roses wydany w 1993 roku. Nagrania znajdujące się na tej płycie nagrywano na początku lat 90. XX wieku, są to covery utworów z lat 70. i 80. z repertuarów innych zespołów.

## Lista utworów
Opracowano na podstawie materiału źródłowego.
1. Since I Don’t Have You – 4:19 (The Skyliners)
2. New Rose - 2:38 (The Damned)
3. Down on the Farm - 3:24 (UK Subs)
4. Human Being - 4:32 (New York Dolls)
5. Raw Power - 3:10 (The Stooges)
6. Ain’t It Fun? – 4:59 (The Dead Boys)
7. Buick MacKane (Big Dumb Sex) - 2:38 (T. Rex, Soundgarden)
8. Hair of the Dog – 3:57 (Nazareth)
9. Attitude - 1:29 (The Misfits)
10. Black Leather - 3:45 (The Professionals)
11. You Can’t Put Your Arms Around a Memory - 3:35 (Johnny Thunders)
12. I Don’t Care About You - 2:03 (Fear)

Ukryta piosenka: Look At Your Game Girl - 2:34 (Charles Manson)

## Twórcy
Opracowano na podstawie materiału źródłowego.
- Axl Rose – wokal prowadzący, instrumenty klawiszowe, kazoo
- Slash – gitara elektryczna, wokal prowadzący, wokal wspierający, talkbox
- Duff McKagan – gitara basowa, wokal wpierający, gitara akustyczna, wokal prowadzący, perkusja
- Matt Sorum – perkusja, instrumenty perkusyjne, wokal wspierający
- Dizzy Reed – instrumenty klawiszowe, instrumenty perkusyjne, wokal wspierający
- Gilby Clarke – gitara elektryczna